# Kompberg-Heimalm
Die Kompberg-Heimalm (auch Compberg-Heimalm) ist eine Alm in der Gemeinde Dorfgastein im österreichischen Bundesland Salzburg.

## Lage und Charakteristik
Die Kompberg-Heimalm erstreckt sich an den nordöstlichen Hängen des Wachtbergs in der Goldberggruppe. Sie gehört zur Ortschaft Luggau und zur Katastralgemeinde Dorfgastein. Sie ist Teil des Eigenjagdgebiets Luggauergraben.
Eine Almhütte befindet sich auf einer Höhe von 1354 m ü. A. Auf der Kompberg-Heimalm stehen mehrere einzelne Berg-Ahorne. Das Gelände fällt Richtung Nordosten in die Schlucht des Luggauer Bachs ab. Jenseits der Schlucht liegt die Astenalm.
Die Kompberg-Heimalm ist nicht mit der höher gelegenen Kompbergalm zu verwechseln.

## Geschichte
Im von 1823 bis 1830 erstellten Franziszeischen Kataster ist im Bereich der heutigen Almhütte ein unbenanntes Gebäude verzeichnet.